# Inspektorat Puławy Armii Krajowej
Inspektorat Puławy Armii Krajowej – terenowa struktura Okręgu Lublin Armii Krajowej.
W okresie Akcji „Burza” na terenie inspektoratu walczyły oddziały 8 i 15 pułków piechoty AK. Organizowano zasadzki na drogach Lublin – Kurów, Kazimierz Dolny – Puławy, Puławy – Wąwolnica, Godów – Opole Lubelskie. Opanowano Kurów, Urzędów, Nałęczów, Grabów, Wąwolnicę, Sobolew, Ryki, Końskowolę. 
26 lipca 1944 oddziały kpt. Stanisława Węglowskiego „Lechity”, por. Mariana Sikory „Przepiórki” i ppor. Jerzego Jaskólskiego „Zagona” uczestniczyły w walkach o Puławy.

## Skład organizacyjny
Organizacja w 1944:
- Obwód Puławy
- Obwód Kraśnik